# Jubelidioterna
Jubelidioterna er et kassettebånd af den svenske musikeren og komponisten Errol Norstedt fra 1993.
Kassetten indeholder en sang kaldet "Bonnaboogie", som er en cover af sangen "Guitar Boogie" af Arthur Smith. Der er også en musikvideo til "Bonnaboogie" der er inkluderet i filmen Nya Tider.
Sangen "Kukrunkarboogie" har den alternative navn "Running Mice Boogie" på opsamlingskassetten Summer Tour -97 fra 1997.

## Spor
Side A
1. "Godag/Ajö" - 00:12
2. "Norska Marschen" - 01:45
3. "Komp. Snack" - 02:33
4. "Suug" - 02:42
5. "Ronka Varje Dag" - 03:04
6. "Onanera, Onanera" - 03:10
7. "Sug Min Kuk Varje Da'" - 03:35
8. "Ronka Kuk" - 03:26 (Aaron T. Fittslickare Aaronsson)
9. "Åh, Sån Lyrik" - 04:17
10. "Släktsången" - 03:08
11. "Kukrunkarboogie" - 01:55

Side B
1. "Bonnaboogie" - 02:35
2. "Runksynonymer" - 02:51 (Aaron T. Fittslickare Aaronsson)
3. "Röva/Rövahål" - 02:28
4. "Efraim Barkbit" - 03:08
5. "Släkting Boogie" - 03:09
6. "Nu Ska Vi Ronka" - 05:13
7. "Black Man Bottleneck Boogie" - 03:10
8. "Det Kan Svänga Om En Gubbe" - 02:37
9. "Baby, Baby, Baby" - 03:08
10. "Snack" - 01:35

### Sangtitler på dansk
- Godag/Ajö - God Dag/Farvel.
- Norska Marschen - Den Norske March.
- Suug - Suut.
- Ronka Varje Dag - Spille Hver Dag.
- Onanera, Onanera - Onanere, Onanere.
- Sug Min Kuk Varje Da' - Sut Min Pik Hver Dag.
- Ronka Kuk - Spille Pik.
- Släktsången - Slægtesangen.
- Kukronkarboogie - Pikspilleboogie.
- Bonnaboogie - Landemandeboogie.
- Runksynonymer - Spillsynonymer.
- Röva/Rövahål - Røve/Røvehul.
- Släkting Boogie - Slægtning Boogie.
- Nu Ska Vi Ronka - Nu Skal Vi Spille.
- Det Kan Svänga Om En Gubbe - En Gammel Mand Kan Svinge.